# Villedieu-les-Poêles-Rouffigny
Villedieu-les-Poêles-Rouffigny – gmina we Francji, w regionie Normandia, w departamencie Manche. W 2013 roku liczba ludności wynosiła 3999 mieszkańców.
Gmina została utworzona 1 stycznia 2016 roku z połączenia dwóch ówczesnych gmin: Rouffigny oraz Villedieu-les-Poêles. Siedzibą gminy została miejscowość Villedieu-les-Poêles.